# Palokë Berisha
Palokë Gjelosh Berisha (ur. 1935 w Gurcu) – jugosłowiański i czarnogórski nauczyciel oraz albanista pochodzenia albańskiego, profesor.

## Życiorys
W 1959 roku został nauczycielem w szkole podstawowej w Gurcu, pracował następnie w szkołach w Uroševacu i Prisztinie. Wykładał także na Uniwersytecie w Prisztinie.
Uzyskał tytuł profesora zwyczajnego.

## Prace naukowe[2][1]
- 10 vjet punë të Programit Studimor për Arsimimin e Mësueseve në Gjuhën Shqipe në Podgoricë 2004-2014
- Çka mendojnë të rinjët për jetën bashkëshortor
- Katër mallet e Malësisë së Madhe
- Marrëdhëniet ndërmjet nxënsit dhe mësimëdhënësit në procesin mësimor
- Meteorët e arsimit shqip në Mal të Zi 1887-1964[3]
- Prirja edukativo-arsimore e konvikteve të Kosovës
- Punimet nga shkencat humanitare
- Shkollat dhe arsimi shqip në teritorin e sotëm të Ulqinit dhe Tivarit deri në vitin 2001
- Zhvillimi I shkollave dhe arsimimi I shqiptarëve në Mal të Zi prej vitit 1878 deri në vitin 1988
- Puna edukative e arsimore e konvikteve të Kosovës (1986)
- 100 vjet dritë' Shkolla Fillore në Hot (1993)
- Shkollat dhe arsimi në Malësi të Madhe të aneksuar nga Mali i Zi (2000)
- Shkolla e Mesme në Tuz 1971-2001 (2001)
- Gjoni e Agroni në shërbim të arsimin dhe të shkencës (2003)
- Shkolla dhe arsimi i shqiptarëve në territorin e komunës së Plavës dhe Rozhajës deri në vitin 2001 (2003)
- Shkollat dhe arsimi shqip në territorin e sotëm të Ulqinit dhe Tivarit deri në vitin 2001 (2003)
- Meteorët e arsimit shqip në Mal të Zi 1916-1966 (2006)
- Meteorët e arsimit shqip në Mal të Zi 1916-1971 (2007)
- Meteorët e arsimit shqip në Mal të Zi 1916-1971 (2008)
- 10 vjet punë të programit studimor për arsimimin e mësuesve në gjuhën shqipe në Podgoricë 2004 – 2014 (2016)[4]